# 加茂郡
加茂郡（日语：／ Kamo gun */?）為位於岐阜縣中部的郡。現管轄有以下6町1村。
- 川邊町
- 坂祝町
- 白川町
- 富加町
- 七宗町
- 八百津町
- 東白川村